# Gary Cole (calciatore)
Gary Cole (Londra, 5 febbraio 1956) è un dirigente sportivo, allenatore di calcio ed ex calciatore australiano, di ruolo attaccante.

## Carriera
Ha siglato 20 gol con la maglia della nazionale australiana, di cui 7 in una sola partita (contro le Figi nel 1981).
Dal 2008 al 2011 è stato manager dell'Adelaide United.